# تفکر سیستمی

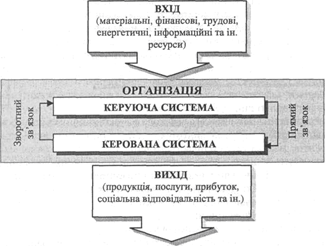
تفکر سیستمی به طور کامل

سیستم مجموعه‌ای از اجزای مرتبط است که در کلیّت خویش برای ایفای وظیفه‌ای مشخّص در کنش متقابل و هماهنگ با محیط است.
در تفکر سیستمی، سازمان‌ها مانند سیستم‌هایی هستند که در دل یک مجموعهٔ محیطی بزرگ‌تر قرار گرفته‌اند.
هر سیستم شامل ورودی، خروجی، پردازش و بازخورد است، بنابراین داشتن تفکّر سیستمی برای یک مدیر بسیار حائز اهمیّت است.
به کمک یک نظارت دقیق اگر خروجی ما از خروجی مورد نظرمان فاصلهٔ کم و بیش چشم‌گیری داشت، با استفاده از بازخورد (به انگلیسی: Feedback) ورودی را تغییر داده و باز برنامه ریزی یا برنامه‌ریزی مجدّد (به انگلیسی: Replanning) می‌کنیم.
تفکّر سیستمی به مدیران کمک می‌کند تا ساختار، الگوها و وقایع را در پیوند با یکدیگر مورد بررسی قرار دهند و تنها به مشاهده اکتفا نکنند.
تفکّر سیستمی مبتنی بر نوعی کلّی‌نگری است که با تحلیل، قابل درک نیست این تفکر کل را متشکل از جزء می‌داند امّا برعکس تفکر مکانیستی(تجزیه گرایی یا جزئی نگر) هر جزء لزوماََ دارای تمام خصوصیات کل نیست بلکه اجزا با خصوصیات منحصربه‌فرد و مرتبط خود یک کل منسجم را تشکیل می‌دهند و با شناخت هر جزء نمی‌توان به تمام خصوصیات کل واقف شد.
به عنوان مثال در بدن انسان، نحوهٔ رفتار چشم بستگی به نحوهٔ رفتار مغز دارد. هر زیرمجموعه‌ای که از عناصر تشکیل شود، بر رفتار کلّ سیستم مؤثّر است و این تأثیر حدّاقل به یک زیرمجموعه دیگری از سیستم بستگی دارد. به عبارت دیگر اجزای یک سیستم چنان به هم مرتبطند که هیچ زیرگروه مستقلّی نمی‌تواند از آن‌ها تشکیل شود. با استفاده از تعاریف فوق نتیجه می‌گیریم هر سیستمی را نمی‌توان به اجزای مستقل تقسیم نمود و در نتیجه انتظار اوّلیّه از هدف اصلی سیستم را برآورده نمی‌سازد. در تفکر سیستمی مدیر سازمان تنها به خروجی اکتفا نکرده و برای رسیدن به هدف به یکایک اجزای سیستم توجه خاص می‌کند.

## تاریخچه تفکر
در بررسی تاریخی شیوه‌های تفکر، با سه شیوه رو به رو می‌شویم:
- کل‌گرایی اولیه: این شیوه تا رنسانس، روش غالب تفکر بود. این دوره را دوران حاکمیت فلسفه‌ها و وجود علامه‌ها (که از هر موضوعی، مقداری می‌دانستند) می‌شناسند. انسانها خیلی چیزها را می‌دیدند اما توجیهی برای آن نداشتند. در قرن شانزدهم همه رویدادهایی را که از شناخت آن عاجز بودند به خدا نسبت می‌دادند. یک اشکال عمده کل گرایی این بود که رشد نداشت.
- جزء‌گرایی: تفکر جزء گرا از زمان تمدن‌های باستانی وجود داشته‌است و آن را برخاسته از اندیشه فلاسفه یونان باستان می‌دانند. تفکر جزء گرا هر پدیده‌ای را ابتدا به اجزا کوچکتر تقسیم می‌نماید و می‌خواهد با مطالعه رفتار هر یک از اجزاء، به رفتار پدیده اصلی دست یابد. به عبارتی رفتار پدیده اصلی را حاصل جمع رفتار اجزاء آن می‌داند. رنه دکارت، فیلسوف فرانسوی، اصولی را برای این نظریه وضع نموده‌است.
- نظریه سیستم‌ها : نظریه سیستم‌ها در سال ۱۹۴۰ به‌وسیلهٔ لودویگ ون برتلنفی مطرح شد. نظریه سیستم‌ها بر این اصل استوار است که در عمق تمام مسائل، یک سری اصل و ضابطه موجود است که به‌طور افقی تمام نظام‌های علمی را قطع می‌کند و رفتار عمومی سیستم‌ها را کنترل می‌نماید؛ یعنی می‌توان به یک سری از اصول و ضوابط اولیه دست یافت که تعریف کننده رفتار عمومی سیستم‌ها صرف نظر از نوع آنهاست. این بدان معنا نیست که یک تئوری عمومی بتواند جایگزین تئوری‌های خاص نظام‌های علمی مختلف شود، بلکه فقط سعی دارد به‌صورت یک هدایت کننده عمل نماید. کوشش برای دیدن کل، اصل ادعایی است که روش سیستم‌ها در برخورد با مسائل برای خود قائل است.

## ویژگی‌های سیستم‌ها از منظر نظریه عمومی سیستم‌ها
1. به‌هم پیوستگی و وابستگی اجزاء: عناصر ناپیوسته و مستقل هرگز نمی‌توانند یک سیستم را تشکیل دهند.[۲]
2. کل‌گرایی: رویکرد سیستمی کل را متشکل از جزء می‌داند امّا برعکس تفکر مکانیستی( تجزیه گرایی و جزئی نگر) هر جزء لزوماََ دارای تمام خصوصیت کل نیست بلکه اجزا با خصوصیات منحصربه‌فرد و مرتبط خود یک کل منسجم را تشکیل می‌دهند و با شناخت هر جزء نمی‌توان به تمام خصوصیات کل واقف شد.
3. هدف‌جویی: کل سیستم هدفمند است.
4. ورودی‌ها و خروجی‌ها: سیستم دارای داده و ستانده‌است.
5. تبدیل: در همهٔ سیستم‌ها ورودی‌ها به خروجی‌ها تبدیل می‌شوند.
6. مقابله با بی‌نظمی و کهولت (آنتروپی منفی): هر سیستم برای بقای خود نیاز به مقابله با آنتروپی دارد، حداکثر گسیختگی و بی‌نظمی به معنای مرگ سیستم است.
7. تنظیم: اجزاء باید به گونه‌ای تنظیم شوند که هدف سیستم را محقق کنند.
8. سلسله مراتب: به این مفهوم که درون هر سیستمی، سیستم‌های دیگری قرار گرفته‌اند و این سیستم نیز خود در درون سیستم‌های دیگری جای دارد. به سیستم‌های کوچک‌تر زیر سیستم گفته می‌شود که البته تفاوت میان سیستم‌ها و زیر سیستم‌ها کاملاً ذهنی است چون بستگی به موقعیت سیستم دارد.
9. جداسازی: در سیستم‌های پیچیده واحدهای تخصصی برای انجام وظایف وجود دارد.
10. پویایی و داینامیک: در سیستم های پیچیده و باز روندها و فرآیندها به‌طور پویا و داینامیک در طول زمان در حال تغییر و تحول هستند.
11. هم‌پایانی: در سیستم‌های باز از وضعیت‌های متفاوت آغازین می‌توان به خروجی‌های یکسانی رسید یعنی می‌توان با داده‌های متفاوت ستانده‌های یکسان به دست آورد.

## عناصر سیستم
عناصر سیستم همان اجزای تشکیل‌دهنده سیستم هستند. البته بسیاری از عناصر خودشان یک سیستم به حساب می‌آیند که در این صورت می‌توان آن‌ها را «خرده سیستم» به حساب آورد. هنگامی که نتوانیم محتوای یک خرده سیستم را شناسایی کنیم آن را جعبهٔ سیاه می‌نامیم. عناصر سیستم عبارتند از:
1. ورودی‌ها (که ممکن است ماده، انرژی، انسان، محصول، خدمت یا اطلاعات باشد) که خود به دو گروه ورودهای درونی و ورودی‌های بیرونی یا محیطی تقسیم می‌شود
2. فراگرد (process, derivation)
3. خروجی‌ها (ستانده‌ها) که خود به دو گروه خروجی‌های مطلوب و خروجی‌های نامطلوب تقسیم می‌شود
4. بازخور کنترلی
5. محیط سیستم: محیط سیستم را عواملی تشکیل می‌دهد که در خارج از سیستم قرار می‌گیرند. شناسایی محیط و عوامل محیطی معمولاً به سادگی انجام نمی‌گیرد؛ زیرا مرز سیستم با محیط، مرزهای ظاهری آن نیست. طبق تعریف چارلز وست چرچمن، محیط، عوامل و اشیایی را شامل می‌شود که در رابطه خود با سیستم مؤثر و غیرقابل تغییرند. تعریف محیط بستگی به ناظر و منظور دارد. به عنوان مثال، یک خانه، برای یک معمار با تمام اجزاء، یک سیستم است؛ ولی برای مهندس مکانیک، سیستم حرارتی، یک سیستم و خانه محیط آن است.
6. مرز سیستم: مرز و حدودی که یک سیستم را از محیط خارجی آن جدا می‌کند
7. معیارهای عملکرد : معیارهای که یک سیستم با آن عمل می‌کند و با آن معیارها قابل ارزیابی و بررسی است مانند معیارهای مالی، بازدهی، ساختاری، تطبیقی و ...
8. پارامترهای طراحی : متغیرهای تعیین‌کننده و تعریف‌کننده ساختار سیستم، این متغیرها تاثیر مهمی در توان عملیاتی سیستم در تولید خروجی مطلوب دارند و تغییر این پارامترها در زمان بهره‌برداری مستلزم هزینه است مانند قوانین و مقررات و ضوابط اجرایی، نوع سوخت، محل فیزیکی، ظرفیت، استراتژی و سیاست‌ها و روش‌های اجرایی

## انواع سیستم
بر اساس نوع ارتباط، تعامل با محیط، سطح پیچیدگی، حالت و… سیستم‌ها تقسیم‌بندی‌های مختلفی دارند، از جمله: سیستم‌های باز و بسته؛ سیستم‌های ساده و پیچیده؛ سیستم‌های انطباق پذیر و انطباق ناپذیر؛ سیستم‌های ایستا و پویا؛ سیستم‌های قطعی و احتمالی.

## قوانین تفکر سیستمی
- نباید شرایط محیطی را سرزنش کرد

انسانها عموماً تمایل دارند مشکلات خود یا سیستم مورد مطالعه را به محیط نسبت دهند. این نوع نگرش موجب می‌شود هیچ‌گاه نتوانیم اقدام به حل مسائل نماییم.
- دریافتن الگوی تغییرها به جای تمرکز بر روی رخدادها

تمرکز بر وقایع، یکی دیگر از موانع یادگیری و تفکر سیستمی است. ما زندگی را به صورت مجموعه ای از اتفاقات می‌دانیم و برای هر اتفاق نیز یک دلیل روشن و واضح ارائه می‌نماییم. ما معمولاً عادت داریم فقط تغییرات ناگهانی محیط و سیستم را درک نماییم و از درک تغییرات تدریجی عاجزیم. نکته مهم این است که امروزه اصلی‌ترین تهدیدها که متوجه بقاء سازمانها و جوامع هستند، نتیجه فرایندهای آرام و تدریجی هستند و نه وقایع ناگهانی.
تمرکز بر وقایع فقط در مورد وقایع منفی نیست و وقایع مثبت را نیز شامل می‌گردد. دگرگونی شرکت‌ها، هر چند در نهایت به دستاوردهای بزرگ رسیده، اما حاصل یک حمله یا یک ضربه نیست، بلکه گام به گام حاصل می‌آید.
- تفکر براساس رابطه علت و معلولی

یکی دیگر از موانع تفکر سیستمی، تفکر براساس همبستگی بین عوامل به جای تفکر بر اساس رابطه علت و معلولی بین آنهاست. دو متغیر زمانی با یکدیگر همبسته اند که با یکدیگر میل به کاهش یا افزایش داشته باشند متغیرهایی که همبسته اند، لزوماً دارای ارتباط علت و معلولی نیستند.
- تعیین صحیح مرز سیستم

مرز را هر جا که در نظر بگیریم، برخی از روابط موضوع با پیرامون آن را قطع کرده‌ایم. یکی از اهداف آموزش رویکرد سیستمی، آموزش تعیین مرز مطالعه است. چه بسا اگر مرز را بزرگتر در نظر بگیریم، واقعیات را بسیار روشن‌تر و بهتر درک کنیم.
- تفکر دینامیک به جای تفکر استاتیک

در تفکر استاتیک، عوامل مؤثر، خطی و یک طرفه هستند. اما واقعیت این است که بین عوامل فوق اثرات متقابل وجود دارد و ممکن است در طول زمان یکدیگر را تشدید یا تضعیف نمایند. انتقال روش تفکر از علیت یک طرفه به علیت حلقوی و از عوامل مستقل به عوامل وابسته، کاری مشکل است.
تمایز دیگر تفکر سیستمی با تفکر رگرسیونی این است که در تفکر رگرسیونی بالاخره معلوم نمی‌شود که سیستم چگونه کار می‌کند؛ یعنی مفهوم همبستگی به تنهایی برای شرح چگونگی کارکرد سیستم کافی نیست. البته مطالب فوق به معنی کنار گذاشتن رگرسیون به عنوان یک ابزار تجزیه و تحلیل نیست بلکه تأکید بر این نکته است که شیوه تفکر ما نباید رگرسیونی باشد.
- مقاومت در برابر سیاست‌ها، پیامدهای ناخواسته و رفتار نامشهود سیستم‌های اجتماعی

در بسیاری از موارد، تلاش برای حل یک مشکل در یک سیستم اجتماعی، آن را بدتر می‌کند. خط‌مشی‌ها، اثرات جانبی پیش‌بینی‌نشده ایجاد می‌کنند. تصمیم‌های ما سبب پاسخ دیگران می‌شود که می‌خواهند توازنی را که ما برهم زده‌ایم، برگردانند. فارستر این پدیده‌ها را «رفتار غیرشهودی سیستم‌های اجتماعی» می‌نامد. این پویایی‌های پیش‌بینی‌نشده، سبب مقاومت در برابر سیاست‌ها می‌شود. پاسخ سیستم، مداخله‌ها را با تأخیر، تضعیف یا شکست مواجه می‌کند.
- تفکر ترکیبی

طبق تفکر سیستمی، ویژگی‌های مهم یک سیستم از تعامل بین اجزاء آن به‌وجود می‌آید نه از فعالیت جداگانه آنها؛ بنابراین وقتی سیستم را تجزیه می‌کنیم، ویژگی‌های مهم خود را از دست می‌دهد؛ بنابراین سیستم، یک کل است که با تحلیل قابل درک نیست؛ لذا روشی غیر از تحلیل برای درک رفتار و ویژگی‌های سیستم ضروری است. ترکیب نقص فوق را جبران نموده و برای تفکر سیستمی، یک موضوع کلیدی است. در واقع، تحلیل و ترکیب، مکمل هم هستند. در تفکر سیستمی، توصیه می‌شود که ترکیب پیش از تحلیل انجام گیرد. تحلیل روی ساختار موضوع متمرکز می‌شود و تعیین می‌کند که سیستم‌ها چگونه کار می‌کنند. ترکیب بر کارکرد متمرکز می‌شود.
- اهمیت چگونگی تعامل بین اجزاء سیستم در عملکرد آن

این یک اصل سیستمی است که اگر هر جزء سیستم را به‌طور جداگانه به گونه‌ای بسازیم که به کاراترین حد عمل کند، سیستم به عنوان یک کل، به مؤثرترین حد ممکن عمل نخواهد کرد. به عبارت دیگر، اجزاء سیستم را باید به گونه‌ای طراحی کرد که با یکدیگر مؤثر و کارا عمل کنند. مدیران اکثراً طبق تفکر تحلیلی و مکانیکی عمل می‌کنند. یک مسئله را به چند بخش قابل حل و قابل مدیریت تجزیه نموده سپس برای هریک بهترین حل را پیدا نموده و نتایج را با هم مونتاژ می‌کنند. اما می‌دانیم که مجموع بهترین جواب برای اجزاء، بهترین جواب برای سیستم نخواهد بود.
- ساختار سیستم به‌وجود آورنده رفتار آن است

افراد مختلف، زمانی که در یک سیستم ثابت قرار می‌گیرند، نتایج یکسانی از خود بروز می‌دهند. نگرش سیستمی به ما می‌گوید که برای فهمیدن مشکلات اساسی لازم است که به مسائلی فراتر از اشتباهات فردی یا بخت و اقبال نامساعد بپردازیم. باید از وقایع و شخصیت‌ها فراتر برویم. باید به عمق ساختاری پی ببریم که اعمال افراد و شرایط را به گونه ای شکل می‌دهد که رویکردی اتفاق می‌افتد.
- باید به دنبال نقاط حساس و مؤثر گشت

تفکر سیستمی به ما می‌آموزد که بدیهی‌ترین راه حلها در بهترین شرایط فقط در کوتاه مدت بهبودی را به‌وجود می‌آورد ولی در بلندمدت اوضاع را بدتر می‌کند. از طرفی اگر یک اقدام کوچک به خوبی و با قدرت کافی در محل مناسب صورت گیرد، می‌تواند پیشرفتی قابل ملاحظه و بزرگ در رفتار سیستم خلق کند.
دانشمندان سیستم، این قانون را اهرم کاری می‌نامند. در حل مسائل باید از آنجایی شروع کرد که بیشترین اثر را دارد تا بتوان با حداقل سعی و تلاش به پیشرفت و نتیجه‌ای بزرگ دست یافت. تنها نکته دشوار در این بین آن است که برای دست‌اندرکاران سیستم، موضع بیشترین اثر اهرم، ناپیداترین مکان است.
- باید به مهلتی که برای دریافت پاسخ ضروری است، توجه نمود

سیستم‌های پیچیده، عامل زمان را نیز در سازمان خود دربر می‌گیرند. هر سیستمی برای پاسخ دادن، زمان و همت خاصی می‌گذارد؛ بنابراین در بیشتر موارد شتاب‌زدگی برای دریافت سریع پاسخ و انجام فوری کار، بی‌نتیجه است.
کار درست این است که ما دینامیک داخلی سیستم را دریابیم و حداقل مهلت و مدتی را که برای دریافت پاسخ و انجام کار ضروری است، در نظر بگیریم. عدم احتساب تأخیر می‌تواند ناپایداری و حتی فروپاشی سیستم را سبب شود. به‌ویژه اگر اندازه آن بزرگ باشد. هر چقدر عمل ما شدیدتر و افراطی‌تر باشد، نتیجه مطلوب، دیرتر به دست می‌آید.

## موانع اصلی تفکر سیستمی
- انسان اسیر چارچوب‌های ذهنی و خود ساخته‌ای هستند که جزئی از وجود آنها شده‌است. به همین رو پذیرش تفکر سیستمی و نهادینه شدن این رویکرد نو دشوار خواهد بود.[۴]
- جوهره اصلی تفکر سیستمی توجه به روابط است نه به موضوعات (اشیاء). و این به عکس عادت مرسوم است که اشیاء و محسوسات در درجه اول توجه قرار دارند. در تفکر سیستمی استفاده از فکر و ذهن بیش از به کارگیری چشم به عنوان ابزار دیدن، ضرورت دارد.